# Luis Echeverría, Zacatecas
Luis Echeverría är en ort i Mexiko.   Den ligger i kommunen Sombrerete och delstaten Zacatecas, i den centrala delen av landet, 700 km nordväst om huvudstaden Mexico City. Luis Echeverría ligger 2 138 meter över havet och antalet invånare är 151.
Terrängen runt Luis Echeverría är kuperad västerut, men österut är den platt. Luis Echeverría ligger nere i en dal. Runt Luis Echeverría är det glesbefolkat, med 16 invånare per kvadratkilometer. Närmaste större samhälle är Charco Blanco, 13,7 km sydost om Luis Echeverría. Trakten runt Luis Echeverría består i huvudsak av gräsmarker.